# Martin Knöri
Martin Knöri (5 maggio 1966) è un ex sciatore alpino svizzero.

## Biografia
Knöri, specialista delle prove tecniche originario di Zweisimmen, debuttò in campo internazionale in occasione dei Mondiali juniores di Sugarloaf 1984; in Coppa del Mondo ottenne il primo piazzamento il 30 novembre 1986 a Sestriere in slalom gigante arrivando 5º e tale risultato sarebbe rimasto il migliore di Knöri nel massimo circuito internazionale, bissato il 21 dicembre 1990 a Kranjska Gora nella medesima specialità. Prese per l'ultima  volta il via in Coppa del Mondo il 18 gennaio 1994 a Crans-Montana ancora in slalom gigante (20º), suo ultimo piazzamento in carriera; non  prese parte a rassegne olimpiche o iridate.

## Palmarès

### Coppa del Mondo
- Miglior piazzamento in classifica generale: 43º nel 1991

### Coppa Europa
- Miglior piazzamento in classifica generale: 9º nel 1992

### Campionati svizzeri
- 1 medaglia (dati parziali, dalla stagione 1989-1990):
  - 1 oro (slalom gigante[senza fonte] nel 1990)